# Illa es Vedra
Illa es Vedra är en ö i Spanien.   Den ligger i regionen Balearerna, i den östra delen av landet, 500 km öster om huvudstaden Madrid. Arean är 0,77 kvadratkilometer.
Terrängen på Illa es Vedra är lite kuperad. Den sträcker sig 0,9 kilometer i nord-sydlig riktning, och 1,3 kilometer i öst-västlig riktning.